# Саилоси Тагикакибау
Саилоси Тагикакибау (енгл. Sailosi Tagicakibau; 14. новембар 1982) професионални је самоански рагбиста, који тренутно игра за енглеског премијерлигаша Воспсе. Родио се у Окленду, на Новом Зеланду. Његов отац је Фиџијац, а његова мајка је Самоанка. Као дечак је тренирао атлетику, кошарку и рагби. Професионалну каријеру је започео у тиму Таранаки. Добрим играма у првој лиги Новог Зеланда, изборио се за место у екипи Чифси. За Лондон Ајриш је дебитовао 28. јануара 2006. против Глостера у премијершипу. Био је део репрезентације Самое на 3 светска првенства (2003, 2007, 2011). Постигао је по 1 есеј против Уругваја и Грузије у утакмицама групне фазе на светском првенству 2003. Његов брат Мајкл је такође професионални рагбиста.